# First Division 1997-1998
 L'edizione 1997-1998 della First Division fu la 95º edizione del campionato inglese di Seconda Divisione, la 7° con la formula attuale.

## Squadre partecipanti
- Birmingham City
- Bradford City
- Bury[1]
- Charlton
- Crewe Alexandra[1]
- Huddersfield Town
- Ipswich Town
- Manchester City
- Middlesbrough[2]
- Nottingham Forest[2]
- Norwich City
- Oxford Utd

- Port Vale
- QPR
- Reading
- Sheffield Utd
- Stoke City
- Stockport County[1]

- Sunderland[2]
- Swindon Town
- Tranmere
- West Bromwich
- Wolverhampton

## Playoff

### Tabellone
|  | Semifinali | Semifinali    | Semifinali | Semifinali | Semifinali |  |  | Finale     | Finale     | Finale |  |
|  |            |               |            |            |            |  |  |            |            |        |  |
|  | 6          | Sheffield Utd | 2          | 2          | 0          |  |  |            |            |        |  |
|  | 3          | Sunderland    | 3          | 1          | 2          |  |  | Charlton   | Charlton   | 4 (7)  |  |
|  | 5          | Ipswich Town  | 0          | 0          | 0          |  |  | Sunderland | Sunderland | 4 (6)  |  |
|  | 4          | Charlton      | 2          | 1          | 1          |  |  |            |            |        |  |

## Classifica marcatori
|  | Gol | Marcatore            | Squadra           |
|  | --- | -------------------- | ----------------- |
|  | 29  | Pierre van Hooijdonk | Nottingham Forest |
|  | 29  | Kevin Phillips       | Sunderland        |

## Altre classifiche
- Premier League 1997-98